# Субпрефектура Перус

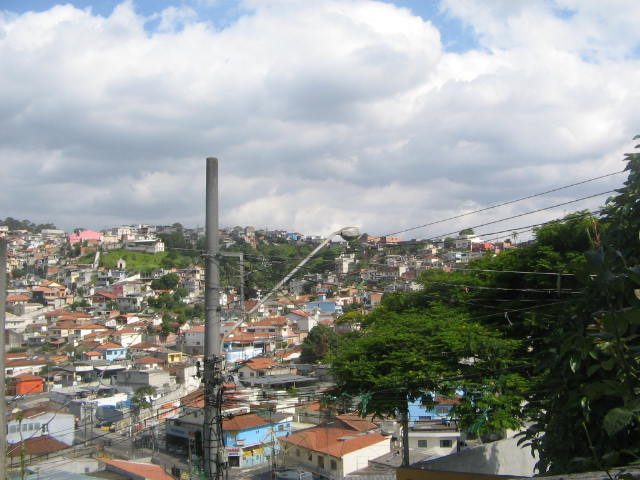
Вид округа Перус

Муниципалитет Сан-Паулу на карте штата Сан-Паулу

Субпрефектура Перус (порт. Subprefeitura de Perus) — одна из 31 субпрефектур города Сан-Паулу, находится в северо-восточной части города. Общая площадь 57,2 км². Численность населения — 148 226 жителя.
В составе субпрефектуры Перус 2 округа:
- Перус (Perus)
- Аньянгуэра (Anhangüera)